# Vlag van Nes (Noardeast-Fryslân)

Vlag van Nes

De vlag van Nes is de dorpsvlag van het Nederlandse dorp Nes, in de Friese gemeente Noardeast-Fryslân. De vlag werd in 1988 geregistreerd.
De dorpsvlaggen van 28 dorpen in Dongeradeel werden op 28 januari 1988 goedgekeurd door de gemeenteraad van de vroegere gemeente Dongeradeel.

## Beschrijving
De beschrijving van de vlag is als volgt:
Broekschuin gedeeld in de vorm van twee vluchtschuin afgewende tulpen van het één in het ander, vanaf de broek rood-wit.
De kleuren zijn afkomstig van het dorpswapen.

## Symboliek
- Tulp: aanwezig in het bijzondere type uilenbord met zeepaardjes dat voorkomt in het dorp.[4]

## Zie ook

Wapen van Nes